# H.263
H.263 — стандарт стиснення відео розроблений ITU-T в рамках проєкту, який завершився в 1995/1996. Стандарт визначає формат даних для відеоконференцій через канали зв'язку з низькою пропускною спроможністю. Належить до сімейства стандартів H.26x над якими працює група експертів з кодування відео (англ. Video Coding Experts Group, VCEG) ITU-T.
H.263 розроблявся як еволюційне вдосконалення на основі досвіду отриманого від розробки попереднього стандарту ITU-T — H.261, та стандартів MPEG-1 та MPEG-2. Розробку першої версії стандарту було завершено в 1995 р., перша версія була адекватною заміною стандарту H.261 на всіх бітрейтах. Стандарт було вдосконалено в проєктах відомих як H.263v2 (також H.263+ або H.263 1998) та H.263v3 (також H.263++ або H.263 2000).
Наступною вдосконаленою версією кодека, розробленою групою VCEG ITU-T (разом із MPEG) після H.263 є стандарт H.264, також відомий як AVC та MPEG-4 частина 10. Оскільки H.264 має істотні переваги над H.263, стандарт H.263 тепер вважається застарілим. Більшість продуктів для відеоконференцій мають підтримку стандартів H.264, та H.263 і H.261.

## Застосування
- Відео в форматі H.263 може декодуватись вільною (LGPL) бібліотекою libavcodec (є частиною проєкту ffmpeg), яка використовується в таких програмах як ffdshow, VLC media player та MPlayer.
- Деякі файли Flash Video (як, приміром, на YouTube, Google Video, MySpace і т.д.) закодовано в цьому форматі, хоча, разом із появою Flash 8 здобуває поширення кодування VP6.
- Перші версії кодека RealVideo були побудовані на основі H.263 до виходу RealVideo 8.